# パラオの国旗
パラオ共和国（Beluu er a Belau）の国旗は、中央のやや旗竿寄りに黄色の円を配し、明るい青を背景色とした旗である。

## 概要
黄金色の円は月を表し、パラオ人の機が熟し独立国となったことを表す。また月はパラオの人々にとって収穫や自然の循環、年中行事に重要な役割を果たしている。明るい青はパラオが広大な太平洋に位置することとともに、過去の異国の統治による影からの脱出を表す。
このデザインは、1979年に国旗を決めるコンテストで優勝したジョン・ブラウ・スキーボング（John Blau Skebong、1935年生まれ・現アルモノグイ州知事の実兄）によるもので、ンギラクラン・マルソル（Ngiraklang Malsol）を委員長とする国旗選定の為の特別委員会によって20作品ほど（70作品から100作品ほどあったという説もある）の候補の中から選ばれ、1980年に議会で承認された。

## 日本の国旗との関連

### パラオ政府の見解
パラオ政府内務省による国旗についての文書ではデザインの類似性の記載はない。

### 関係者へのインタビュー

#### ジョン・ブラウ・スキーボング（国旗デザイン者）
2010年10月に元埼玉県立大学教授で国旗に詳しい吹浦忠正（現ユーラシア21研究所理事長）は、パラオに出向き、国旗をデザインしたジョン・ブラウ・スキーポングにインタビューを行った。吹浦が「パラオの国旗は日の丸の模倣ではないか」、「日の丸の太陽に遠慮して月にしたのではないか」、「日の丸に遠慮して月を中心よりずらしたのではないか」との3点について質問したところ、スキーボングは「全部違うね。私はもちろん日の丸を知っているが、特別にそれを意識してデザインしたわけではない。日本は日本、パラオはパラオだ。」とし、さらに「パラオの美しい月を表現したもの」と回答した。

#### クニオ・ナカムラ大統領
1999年に東京財団の研究者である歌川令三はクニオ・ナカムラ大統領（在任1993年 - 2001年）と懇談の折に直接真相をただしたが、大統領は苦笑して肯定も否定もしなかった。結局、歌川はパラオ国旗と日の丸の関係について「よくわからない」としている。

#### ミノル・ウエキ駐日パラオ大使
2015年4月8日に放送されたにフジテレビ『FNN みんなのニュース』が、日本とパラオの国旗のデザインの類似性を取り上げ、ミノル・ウエキ元駐日パラオ大使（在任2009年 - 2013年）へのインタビューを放送している。日本人のフジテレビ記者の質問に対して、ウエキは「日本の国旗（白地に赤色）から取って、青地に黄色にした。青が海で、真ん中の丸は月」と話した。

### 日本国旗に由来するとの説が広まった経緯
この説の起源は不明であるが、1982年にパラオのペリリュー島に日本の右翼団体日本青年社の傘下組織である「清流社」がペリリュー神社を「創建」した際に賛同資金集めのために出版された冊子「ペリリュー神社奉賛会設立趣意書」にはすでにこの説が記されている。名越二荒之助は展転社の協力を得て「日の丸三兄弟」との題での各地での講演などを通じて自説の普及に努めた。名越は2004年8月16日のチャンネル桜の放送「桜塾講座－世界に開かれた日本近現代史 #1 日の丸三兄弟物語」において「パラオの国旗の月は日出る国日本によって照らされて輝くと我々（名越）は解釈するが、そのことをパラオの人たちには恩着せがましいので言わない」と発言している。名越は著作「世界に生きる日本の心」の中で、パラオ国旗・バングラデシュ国旗を日章旗に由来する「日の丸三兄弟」として紹介した。
さらに、1990年代後半からは名越の弟子である伊勢雅臣（布瀬雅義）が主宰発行するメールマガジン「国際派日本人養成講座」を通じて、この説はインターネットを中心に一気に世間に広まっていった。このほかには西牟田靖の著作『僕の見た「大日本帝国」』や、世界の国旗に関する辞典、図鑑などでもこの説が紹介されている。
さらに、このパラオの国旗は日章旗が由来であるとの説は藤岡信勝が代表を務める自由主義史観研究会や藤岡と交流のあった向山洋一をリーダーとするTOSSのメンバーにより一部の小中学校の社会や道徳の授業では当然のこととして授業に取り入れられている。